# Альварадо Кесада, Карлос
Карлос Андрес Альварадо Кесада (исп. Carlos Andrés Alvarado Quesada; 14 января 1980 года, Сан-Хосе, Коста-Рика) — коста-риканский писатель, журналист, политолог, политик и президент Коста-Рики. Ранее он занимал пост министра труда и социальной защиты. Альварадо получил степень бакалавра в области коммуникаций и степень магистра в области политологии Университета Коста-Рики, а также магистерский диплом Сассекского университета. Представитель левоцентристской партии «Гражданское действие».

## Политическая карьера
Он служил в качестве советника Фракции партии Гражданских действий в Законодательном Собрании Коста-Рики в период 2006—2010 годов. Он был консультантом Института развития исследований в Соединенном Королевстве, руководителем Департамента (Проктер энд Гэмбл Латинской Америки), директором по коммуникации президентской кампании Луиса Гильермо Солиса, профессором коллективной коммуникации в университете Коста-Рики, и в школе журналистики университета Латина-де-Коста-Рика. Во время президентства Солиса занимал пост министра развития человеческого потенциала и социальной интеграции и был исполнительным председателем Объединенного Института социального обеспечения, института, отвечающего за борьбу с нищетой и занимающегося предоставлением государственной помощи. После был назначен министром труда.

## Литературная карьера
В 2006 году он опубликовал сборник рассказов Transcripciones Infieles с Перро Асуль. в том же году он получил награду за роман La historia de Cornelius . В 2012 году он опубликовал исторический роман Лас Posesiones про исторический период в Коста-Рике, в течение которого правительство конфисковало собственность немцев и итальянцев во время Второй мировой войны.